# Edinu

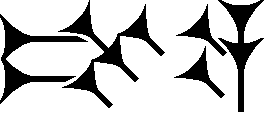
Sumeryjskie słowo EDIN zapisane pismem klinowym.

Edinu – słowo z języka akadyjskiego, tłumaczone zazwyczaj jako „równina” lub „step”. Jest ono zapożyczeniem językowym z języka sumeryjskiego, pochodzącym od istniejącego w tym języku słowa EDIN/EDEN („step”, „równina”, „pustynia”). O tym, że oba słowa znaczyły to samo, świadczy jeden z zachowanych tekstów leksykalnych, który stwierdza, że sumeryjskiemu słowu EDIN odpowiadały znaczeniowo akadyjskie słowa edinu i ṣēru. 
Zgodnie z teorią spopularyzowaną m.in. przez E.A. Speisera to właśnie od akadyjskiego słowa edinu pochodzić miało biblijne słowo Eden (hebr. עדן , ′ēden). Obecnie przeważa jednak opinia, że słowo to wywodzi się od poświadczonego w tekstach ugaryckich i aramejskich rdzenia ′dn, znaczącego „być żyznym/urodzajnym” czy też „użyźniać”.